# Migrazione orbitale
Si definisce migrazione orbitale un'alterazione significativa dei parametri orbitali di un pianeta o di un satellite naturale (tipicamente il semiasse maggiore dell'orbita) rispetto ai valori che aveva inizialmente al momento della sua formazione. Numerosi processi possono essere alla base di un simile evento.
La teoria attualmente più accettata sulla formazione ed evoluzione del sistema solare, a partire da un disco protoplanetario, prevede che i pianeti non possano formarsi troppo vicino alla loro stella madre in quanto non c'è sufficiente massa a disposizione nel disco e la temperatura è troppo alta per consentire la formazione di planetesimi ghiacciati o rocciosi.
D'altra parte pianeti di massa simile alla Terra possono subire una migrazione centripeta se si formano quando il disco di gas è ancora presente. Questo fenomeno può influenzare la formazione del nucleo dei pianeti giganti (cioè con massa di circa dieci masse terrestri) se questi corpi si formano per accrezione. La migrazione orbitale appare la spiegazione più probabile per i periodi orbitali di pochi giorni dei pianeti gioviani caldi.

## Tipi di disco

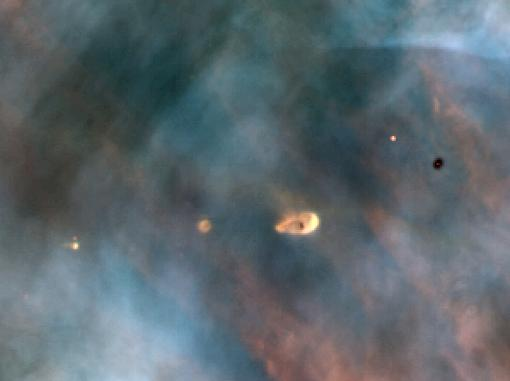
Un disco protoplanetario attorno ad una giovanissima stella nata nella Nebulosa di Orione.

La migrazione orbitale può essere stata collegata alla configurazione del disco al momento della formazione planetaria.

### Accrescimento in presenza di disco protoplanetario
I dischi protoplanetari attorno alle giovani stelle hanno una durata di alcuni milioni di anni. Se pianeti di dimensioni terrestri o superiori si formano mentre parte del gas è ancora presente, si ritiene che il pianeta possa cedere parte del suo momento angolare alla nube di polveri che lo circonda, spostandosi perciò gradualmente verso un'orbita più interna.

### Disco dei planetesimi
Durante l'ultima fase dello sviluppo planetario, i planetesimi e i protopianeti possono interagire gravitazionalmente in modo caotico, portando spesso alla deviazione dei corpi minori su orbite diverse. Questo provoca uno scambio di momento angolare tra pianeti e planetesimi che comporta una migrazione orbitale, che può essere sia centrifuga che centripeta.
Si ritiene che la migrazione verso l'esterno di Nettuno abbia causato la cattura gravitazionale di Plutone e degli altri Plutini posizionandoli in risonanza orbitale 3:2 con Nettuno.

## Tipologie di migrazione

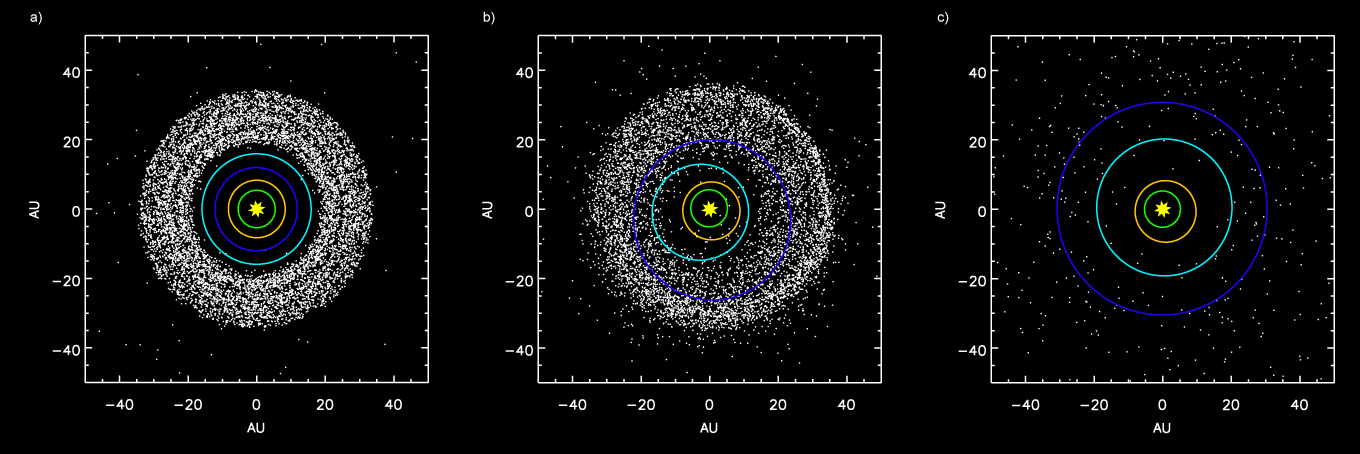
Simulazione della migrazione dei pianeti esterni e della fascia di Kuiper.
a) Prima della risonanza 2:1 tra Giove e Saturno;
b) Dispersione degli oggetti della fascia di Kuiper dopo la migrazione orbitale di Nettuno;
c) L'aspetto della fascia di Kuiper dopo l'espulsione degli asteroidi da parte di Giove; (orbita di Giove in verde - orbita di Saturno in arancione - orbite di Urano e Nettuno in blu chiaro e blu scuro).

Sono tre attualmente i principali modelli proposti per spiegare la migrazione orbitale.

### Migrazione di tipo I
I pianeti di massa terrestre inducono onde spiraleggianti di densità nel gas che li circonda o nel disco dei planetesimi. Tra le spirali interne ed esterne all'orbita del pianeta si instaura uno sbilanciamento delle forze; molto spesso le onde esterne possiedono un momento maggiore di quelle interne, cosicché il pianeta perde momento angolare e tende a spostarsi verso orbite più interne.

### Migrazione di tipo II
I pianeti con più di dieci masse terrestri riescono a ripulire la fascia del disco che li circonda, creando così una discontinuità che pone fine alla migrazione di tipo I. Tuttavia nel corso del tempo, nuovo materiale continua ad entrare nella lacuna spostando così il pianeta e la sua fascia di separazione verso orbite più interne. Queste è una delle ipotesi più accreditate per la formazione della maggior parte dei pianeti gioviani caldi.

### Scattering gravitazionale
Un altro possibile meccanismo per lo spostamento dei pianeti su orbite caratterizzate da un raggio più ampio è lo scattering gravitazionale provocato dai pianeti più massicci. Nel nostro sistema solare, Urano e Nettuno potrebbero aver subito una simile dispersione gravitazionale delle loro orbite originarie dopo incontri ravvicinati con Giove o Saturno. I planetesimi che si erano già formati nella nebulosa solare da cui ebbe origine il sistema solare, essendo di massa molto più piccola di quella di Urano e Nettuno, hanno subito una dispersione molto più accentuata che li ha spostati ancora più in là nello spazio fino alla fascia di Kuiper e la nube di Oort. 90377 Sedna è un ragionevole esempio di questo fenomeno, assieme agli altri oggetti più piccoli che sono stati inizialmente dispersi per poi raggrupparsi nella nube di Oort.
Questo meccanismo è un'altra possibile spiegazione delle orbite dei pianeti gioviani caldi e soprattutto dei gioviani eccentrici. Tre o più giganti gassosi neoformati vengono a costituire un sistema di n-corpi che sul lungo periodo, quindi a formazione planetaria completata, sfocia nell'espulsione su orbite iperboliche di uno o più pianeti, a scapito dell'energia orbitale di quelli rimanenti che così si stabilizzano su orbite più strette ed eccentriche. Questo modello viene detto Modello dei Giovi saltellanti (in inglese Jumping-Jupiters scenario).

## Effetti sul sistema solare
La migrazione dei pianeti esterni è stata ipotizzata per spiegare l'esistenza e le proprietà delle regioni più esterne del sistema solare. Al di là di Nettuno, il sistema solare continua con gli oggetti transnettuniani, suddivisi in fascia di Kuiper, disco diffuso e nube di Oort, tre raggruppamenti di piccoli corpi ghiacciati considerati il luogo di provenienza della maggior parte delle comete. Data la loro distanza dal Sole e la non eccessiva densità del disco iniziale, l'accrescimento era un processo troppo lento per permettere la formazione di pianeti prima della dispersione della nebulosa solare.
La fascia di Kuiper si trova tra 30 e 55 UA dal Sole, mentre il disco diffuso si estende fino a oltre 100 UA e la più lontana nube di Oort inizia a circa 50.000 UA.
Originariamente tuttavia, la fascia di Kuiper era molto più densa e vicina al Sole; conteneva milioni di planetesimi e il suo bordo esterno arrivava a circa 30 UA, dove è attualmente posizionato Nettuno.

## Studi

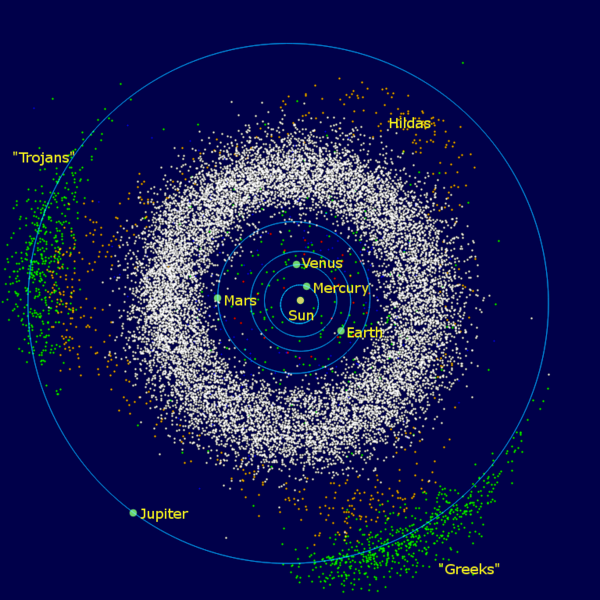
La fascia asteroidale tra Marte e Giove.

Paul Cresswell e Richard Nelson (due astronomi inglesi) grazie a simulazioni numeriche al computer hanno cercato di definire quantitativamente come i protopianeti giganti gassosi, in un sistema planetario, migrino verso il centro del complesso, cioè verso la stella centrale.
Attualmente si adotta come modello, per la formazione dei pianeti, quello che limita a tre i processi formazionali.
Il primo è il fenomeno per cui i microgranelli di polveri e le goccioline di un liquido tendono ad aggregarsi per formare corpi di dimensioni fino a un chilometro di diametro.
Il secondo è il continuo accrescimento che porta formazioni minori a crescere fino a formare planetesimi di dimensioni comprese fra 100 e 1000 chilometri.
Il terzo processo vede i planetesimi maggiori cominciare a predominare a discapito di quelli più piccoli ed aumentare la propria massa inglobando tutto quello che c'è intorno fino a diventare pianeti di tipo terrestre e nuclei protoplanetari di giganti gassosi oltre un'orbita di 3 u.a.. Questi interagiscono col disco protoplanetario gassoso e in circa 100 000 anni iniziano un movimento verso l'interno. Il tempo di 100 000 anni è però troppo breve affinché avvenga la formazione di un gigante gassoso.
Cresswell e Nelson si sono messi ad osservare ciò che accade ai pianeti in formazione quando sono immersi in un disco protoplanetario gassoso; grazie alle simulazioni sono arrivati alla conclusione che solamente il 2% dei casi di protopianeti viene proiettato verso l'esterno, mentre il rimanente 98% viene intrappolato da risonanze orbitali e tende a spostarsi verso il centro fondendosi, a volte, con la stessa stella.
La questione è però ancora aperta e ci sono diversi quesiti a cui dare una risposta adeguata.
Una recente ricerca da parte del Lunar and Planetary Laboratory (in Arizona) ha messo in evidenza come i pianeti giganti gassosi abbiano avuto un ruolo importante, se non predominante, nel cambiamento delle orbite degli asteroidi. Infatti circa 4 miliardi di anni fa Giove, Saturno, Urano e Nettuno durante il loro movimento che li ha portati all'attuale posizione sono entrati in collisione con i corpi lì presenti (asteroidi, planetesimi e comete) e per la legge della conservazione dell'energia e del momento angolare hanno costretto e sono stati costretti a spostarsi sia verso l'interno, sia verso l'esterno del sistema solare causando un allungamento o un restringimento della propria orbita.
Da tempo sono state notate, all'interno della fascia asteroidale, zone vuote, le cui posizioni risultano in risonanza orbitale con l'orbita di Giove, segno inequivocabile dell'influenza del pianeta in quel punto, la quale ha causato uno sconvolgimento delle loro posizioni modificandole e mescolandole. Sono state notate inoltre altre zone vuote che non potevano essere spiegate se non con la teoria dello spostamento orbitale del gigante gassoso, il quale passando di là ne aveva modificato le orbite per poi stabilirsi nella posizione. Tutto ciò prova che veramente i pianeti giganti hanno cambiato il loro movimento attorno al Sole, migrando attraverso il suo sistema e causando modifiche molto sostanziose delle orbite degli asteroidi sconvolgendole a tal punto da creare un vero e proprio bombardamento diretto contro i pianeti, evento ora noto come intenso bombardamento tardivo, del quale ancora oggi possiamo osservare le cicatrici, come gli innumerevoli crateri d'impatto rilevabili sulla superficie lunare, su quella di Mercurio e su quella degli altri satelliti naturali del nostro sistema solare.